# Michal Novenko

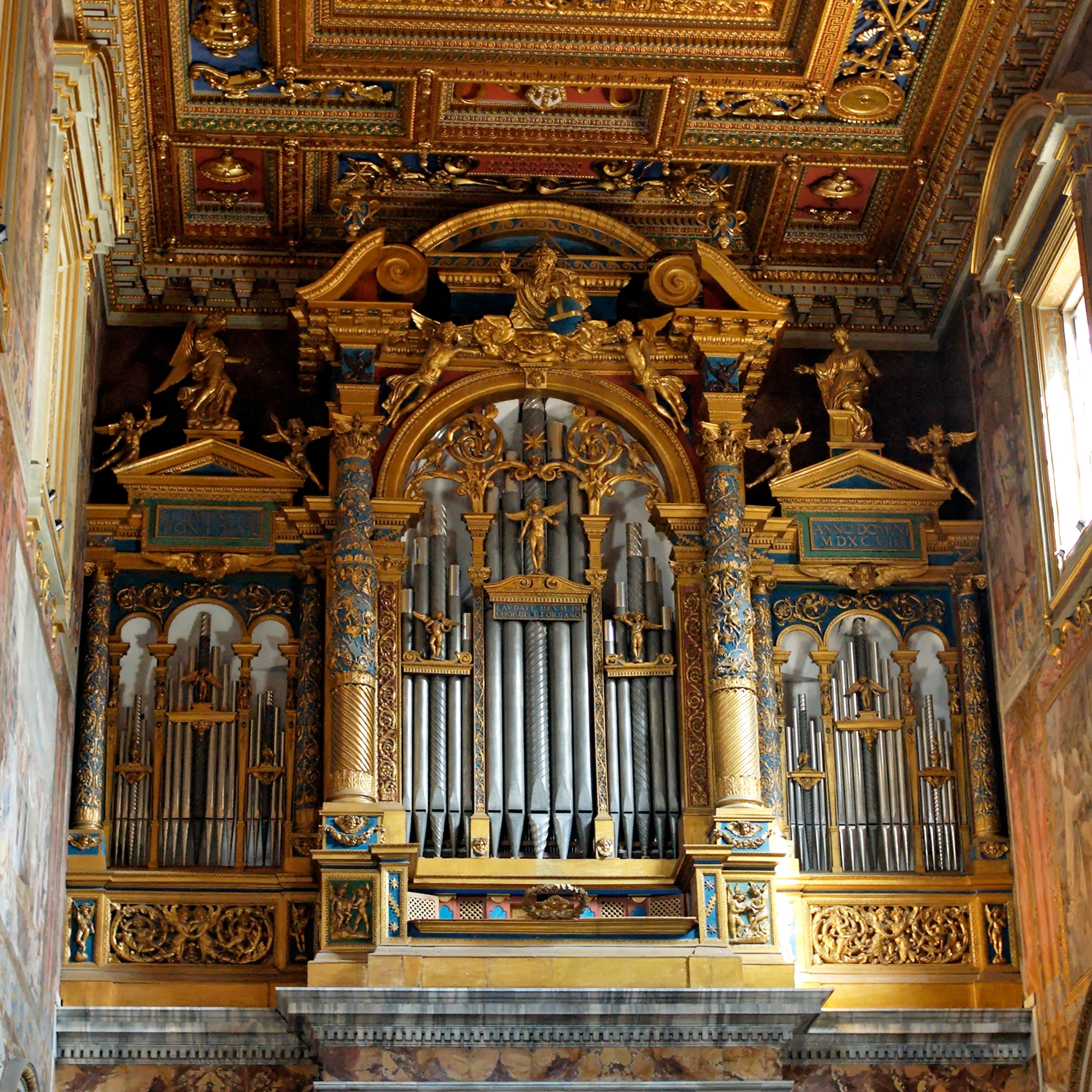
Ilustrativní obrázek barokních varhan z baziliky sv. Jana Lateránského v Římě

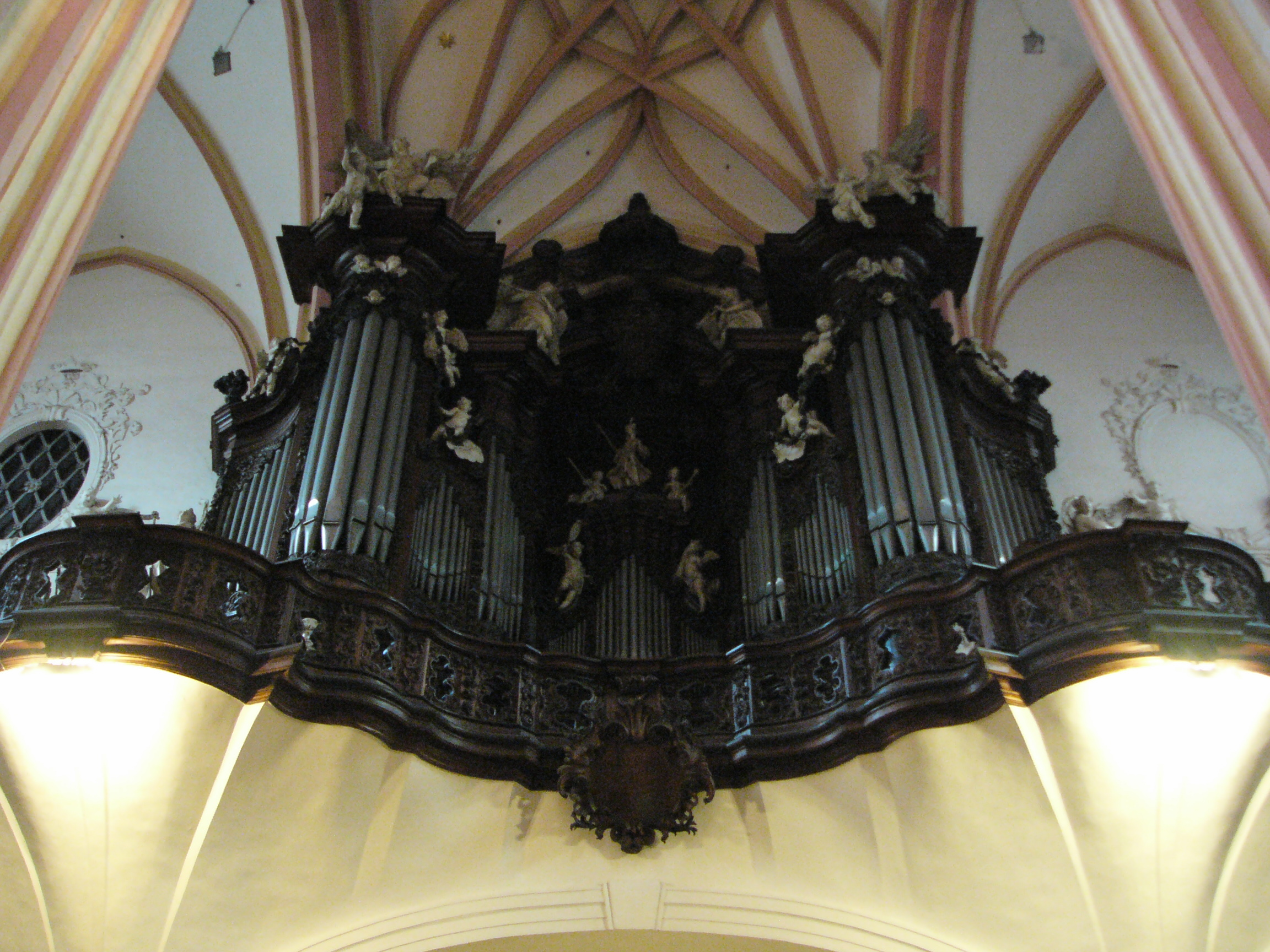
Varhany v kostele sv. Mořice v Olomouci

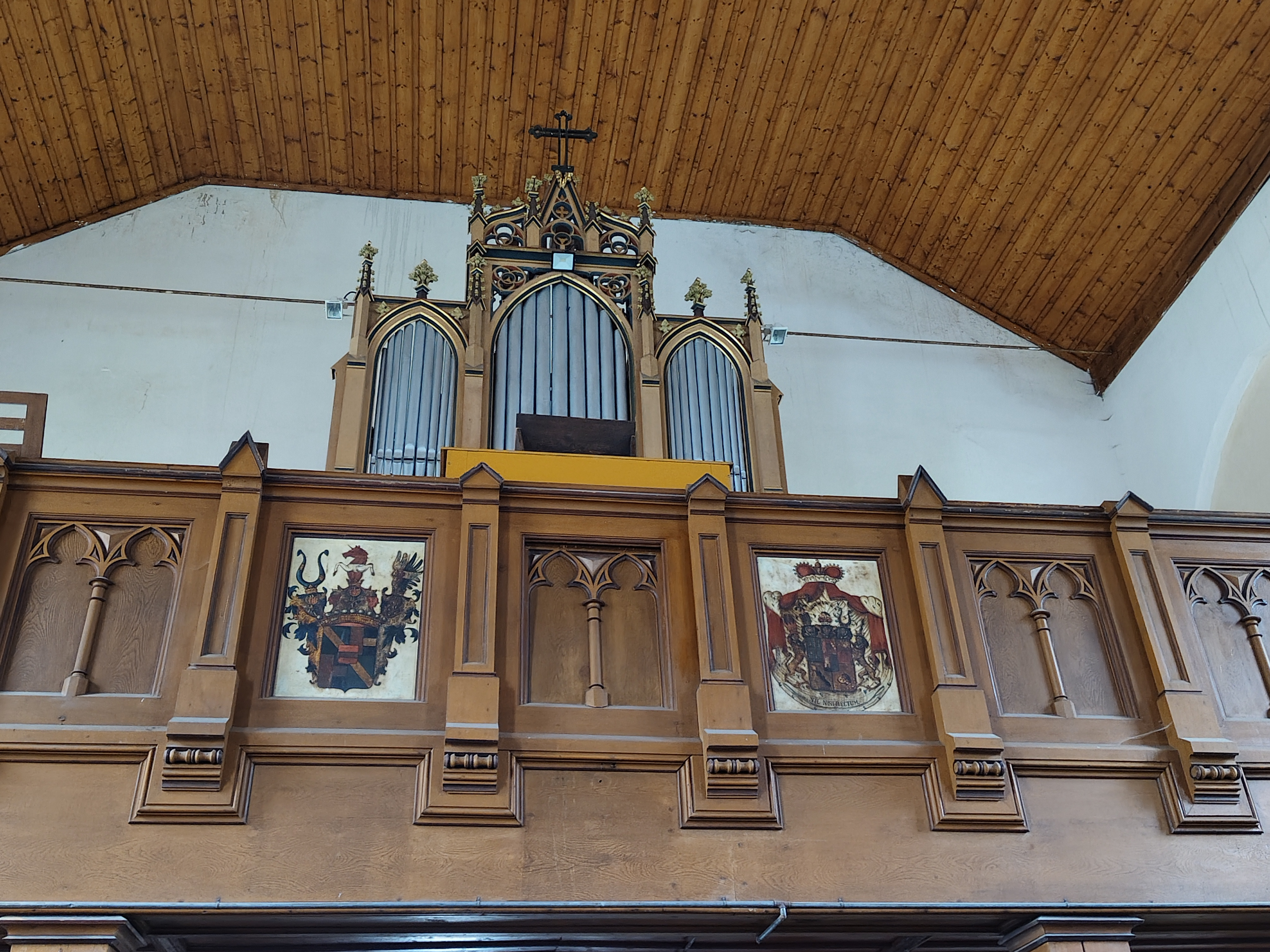
Varhany v kostele sv. Štěpána na šumavské Kvildě

Michal Novenko (* 5. ledna 1962 Praha) je český varhaník, hudební skladatel a pedagog.

## Životopis
Studoval na pražské konzervatoři a později i několik oborů na HAMU. Jednalo se o studium varhan a improvisace u prof.Jaroslava Vodrážky, studium skladby, dirigování a o hudební teoriie. V letech 1983 až 1987 navštěvoval na základě švýcarského stipendia mistrovské varhanní kursy Jeana Guillou v Paříži. V roce 1990 absolvoval též letní stáž na hudební akademii v italské Sieně. Dále se zdokonaloval na dirigentských kursech u Helmuta Rillinga.

## Ocenění
- Cena za improvizaci na soutěži v Opavě
- Cena Českého hudebního fondu

## Pedagogická činnost
V roce 1986 se stal profesorem na pražské konzervatoři, po nucené přestávce se sem vrátil v roce 1990. Vyučuje zde varhanní improvizaci a hudební teorii. Učil také na škole mladých varhaníků v britském Oundle a na kurzech při katedrále v Salisbury. Kromě toho také působil jako hostující profesor na University of Texas, přednášel i ve Francii, Španělsku, Polsku, v Jihoafrické republice a Mexiku.

## Koncertní činnost
Koncertoval po celé Evropě, zejména na festivalu ve švýcarském Sionu na nejstarších varhanách světa, v italském Arezzu a Římě, britském Warwicku, německém Angermunde, Bambergu, Hamburku, Weingarten, na Baleárských a Kanárských ostrovech. Hrál na neslavnější Silbermannovy varhany v saských Drážďanech a Freibergu, koncertuje ve francouzských katedrálách (Bourges, Orleans, Sens...). První velký zámořský úspěch se dostavil v roce 1996 při prvním americkém turné v San Antoniu, od té doby koncertoval v USA mnohokrát (v texaském Dallasu, v floridské Miami, v Philadelphii...). Z mimoevropských turné bylo také velmi významné vystupování v Jeruzalémě, v Jihoafrické republice, dále turné po Mexiku, kde koncertoval na významných historických varhanách, ale také na největším nástroji Latinské Ameriky v Auditorio Nacional v Mexico City, kde hrál pro 10 tisíc posluchačů.

## Pořadatelská činnost
- V roce 1994 založil a 10 let vedl varhanní festival Organum hydraulicum spojující vodní turistiku s koncertováním na jihočeské historické varhany. Dnes již tento originální hudební festival v původní podobě neexistuje.
- V roce 1997 pak inicioval Orlicko-kladský varhanní festival na pomezí východních Čech a Polska, jehož je dnes uměleckým ředitelem.

## Skladatelské dílo (výběr)
- Fantazie na motivy Claudia Monteverdiho „Sfogava con le stelle“
- Invence in Re pro sólovou flétnu
- Koncert pro housle a orchestr
- Mše pro dětský sbor a varhany
- Smyčcový kvartet (1990)
- Sonatina pro housle a klavír
- Fantasia Mallorquina pro varhany
- Preludium pro F.L.Věka
- Tři věty pro violu a klavír
- Frescobaldiana pro varhany

## Diskografie
- Girolamo Frescobaldi: Fiori musicali
- Česká romantická varhanní tvorba
- Jihočeské barokní varhany
- Historické varhany jižních Čech
- Michal Novenko on historical Organs
- Varhanní recital z Mostu
- Kutnohorské varhany
- Česká varhanní tvorba období klasicismu
- Varhanní hudba renesance v Čechách
- Dialog s minulostí
- Great European Organs No.67 - Litomyšl
- Great European Organs No.73 - Santanyí, Mallorca
- Great European Organs - Maó, Menorca
- Great European Organs - Týn Church, Prague
- Great European Organs - Mosteiro de Arouca, Portugal
- Historic Organs of Malta and Gozo
- Historic Organs of Mallorca
- Josef F.N.Seger - Varhanní skladby (varhany Týnského chrámu v Praze)